# Makromolekulární chemie

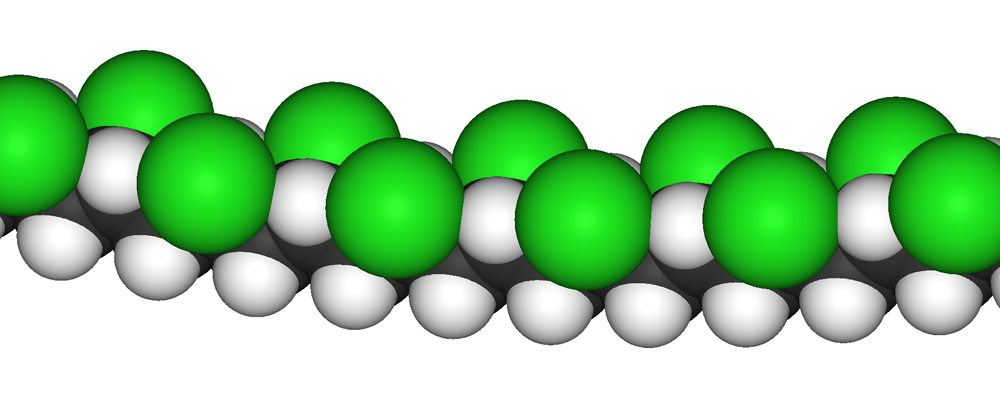
Molekulární model polyvinylchloridu

Makromolekulární chemie je obor chemie, který se zabývá přípravou, strukturou a vlastnostmi polymerů (makromolekulárních látek) a soustavami, ve kterých se tyto polymery nachází (roztoky, směsi, …).

## Historie
Makromolekulární chemie vznikla jako samostatný vědní obor v třicátých letech 20. století. Její základy však byly budovány již od počátku 19. století. Nejprve se jednalo o studie na objasňování struktury přírodních polymerů, jako škrob nebo celulosa.
Na počátku 20. století se začínaly vyrábět první polymery průmyslově. V roce 1907 se začala průmyslová výroba Bakelitu, v roce 1914 byl vyroben první syntetický kaučuk, v té době ne zrovna příliš kvalitní. V průběhu dvacátých a třicátých let se postupně začaly zavádět výroby nových syntetických kaučuků (butadieny, polysulfidy), polyvinylchloridů (PVC), polyamidů, polyesterů a dalších.
V tomto období se makromolekulární chemie vyvíjela podle potřeb spotřebitelů, kteří požadovali stále nové konstrukční řešení a nové textilní materiály. Dodnes se v makromolekulární chemii studují převážně látky, které se uplatní jako technické nebo konstrukční materiály (kaučuk, celulosa, pryskyřice, …)

## Členění makromolekulární chemie
Podobně jako ostatní vědní obory, se i makromolekulární chemie dělí na několik podoborů s různými zaměřeními.
- Syntéza polymerů (polymerizace) - vyhledávání a zdokonalování metod syntéz polymerů
- Analýza polymerů a plastů - vývoj a zdokonalování analýzy složení a chemické struktury polymerů
- Fyzikální chemie makromolekul - studuje vztahy mezi strukturou a fyzikálně chemickými vlastnostmi polymerů
- Chemické reakce polymerů - reakce funkčních skupin polymerů, síťovací reakce, rozklad, koroze a jejich stabilizace

## Základní typy polymerů

Část molekuly DNA

### Přírodní polymery (biopolymery)
- přírodní kaučuk - lineární polymerní řetězec, tvořen isoprenovými jednotkami
- polysacharidy-polymerní látky, v nichž strukturní jednotkou (merem) jsou sacharidy
- nukleové kyseliny – DNA, RNA
- proteiny - sloučeniny spojené peptidickou vazbou

### Syntetické polymery
- polyethylen (PE)
- polypropylen (PP)
- teflon (PTFE)
- polystyren (PS)
- polyestery: polyethylentereftalát (PET)
- polyamidy: nylon (PA66), silon (PA6)
- polyisobutylen (PIB)